# Alvocidib
Alvocidib (INN, còn được gọi là Flavopiridol) là một chất ức chế CDK9 kinase flavonoid dưới sự phát triển lâm sàng để điều trị bệnh bạch cầu tủy cấp tính, bởi Tolero Enterprises, Inc. Nó cũng đã được nghiên cứu để điều trị viêm khớp  và hình thành mảng xơ vữa động mạch  Mục tiêu của Flavopiridol là yếu tố kéo dài phiên mã dương P-TEFb. Điều trị các tế bào bằng Flavopiridol dẫn đến ức chế P-TEFb và mất sản xuất mRNA.
Hợp chất này là một chất tương tự tổng hợp của rohitukine sản phẩm tự nhiên ban đầu được chiết xuất từ Amoora rohituka [syn. Aphanamixis polystachya ] và sau đó từ Dysoxylum binectariferum. 